# White Rock (Nowy Meksyk)
White Rock – jednostka osadnicza w Stanach Zjednoczonych, w stanie Nowy Meksyk, w hrabstwie Los Alamos.